# Kuwana
Kuwana (japonsky 桑名市 Kuwana-shi) je město v prefektuře Mie na ostrově Honšú v Japonsku.
V roce 2010 mělo město 143 104 obyvatel (počet domácností 57 069).
V Kuwaně byl vynalezen zvláštní způsob skládání origami jeřábů při kterém je skládáno více jeřábů dohromady z jednoho kusu papíru.